# Момчило Мома Милошевић
Момчило Мома Милошевић (Дебелица, 26. мај 1949 — 31. јул 2007) био је српски песник, публициста, културни прегалац, дао је значајан допринос култури Тимочке Крајине у другој половини 20. века.

## Биографија
Милишевић је рођен у Дебелици 26. маја 1949. године. Живео је, радио и стварао у Бољевцу. Преминуо је 31. јула 2007. године.
Дуго година био је водећа фигура у Аматерском позоришту Звезда — редитељ, сценограф, костимограф. Остао је познат по представама: Љубинко и Десанка, Чарлијева тетка, Рукавице, Ноћ лудака у Господској улици, Једна жена а три мужа, Славујев дом.
Међутим, много је значајнији његов књижевни рад. Рано се испрофилисао као песник, а његова поезија превазишла је локалне уметничке домете. Био је члан Удружења књижевника Србије. Написао је и објавио неколико збирки поезије: Тамњаниште (1972), Црноречје (1973), Знаци (1991), Злоћудне риме (1997), Старинарница (1997), Псећи живот (1998) и Трла трлица (2001).
Реч је о песнику осведоченог, поуздано изграђеног поступка на основама укрштаја традиционалне форме и (махом унутрашњих, деликатних) иновација. […] Момчило Милошевић је песник поуздане вредности и високих, у језичко-експресивном и естетском смислу често веома оригиналних и смелих домашаја. Стога је занимљиво што је управо он задао себи тежак али и исконски задатак: да пропева из дубина завичајног говора, да окуша његову лирску носивост и поетску употребљивост (вредност).